# Just Dance (jeu vidéo)
Pour les articles homonymes, voir Just Dance.
Just Dance est un jeu de rythme fondé sur la danse, développé et édité pour la Wii de Nintendo par Ubisoft, et commercialisé en novembre 2009. Il s'agit du premier jeu de la série Just Dance. De nouveaux jeux sont en effet commercialisés annuellement depuis sur différentes consoles de jeux.

## Description du jeu
Le jeu reprend l'idée de Dance Dance Revolution avec l'aspect « match » entre deux ou plusieurs joueurs, cependant, son principe est différent et plus évolué. Les mouvements exécutés par le joueur sont captés grâce à un accessoire qui varie selon la console de jeu utilisé. Le principe est de reproduire au mieux et en rythme la chorégraphie des danseurs figurant à l'écran.

## Système de jeu

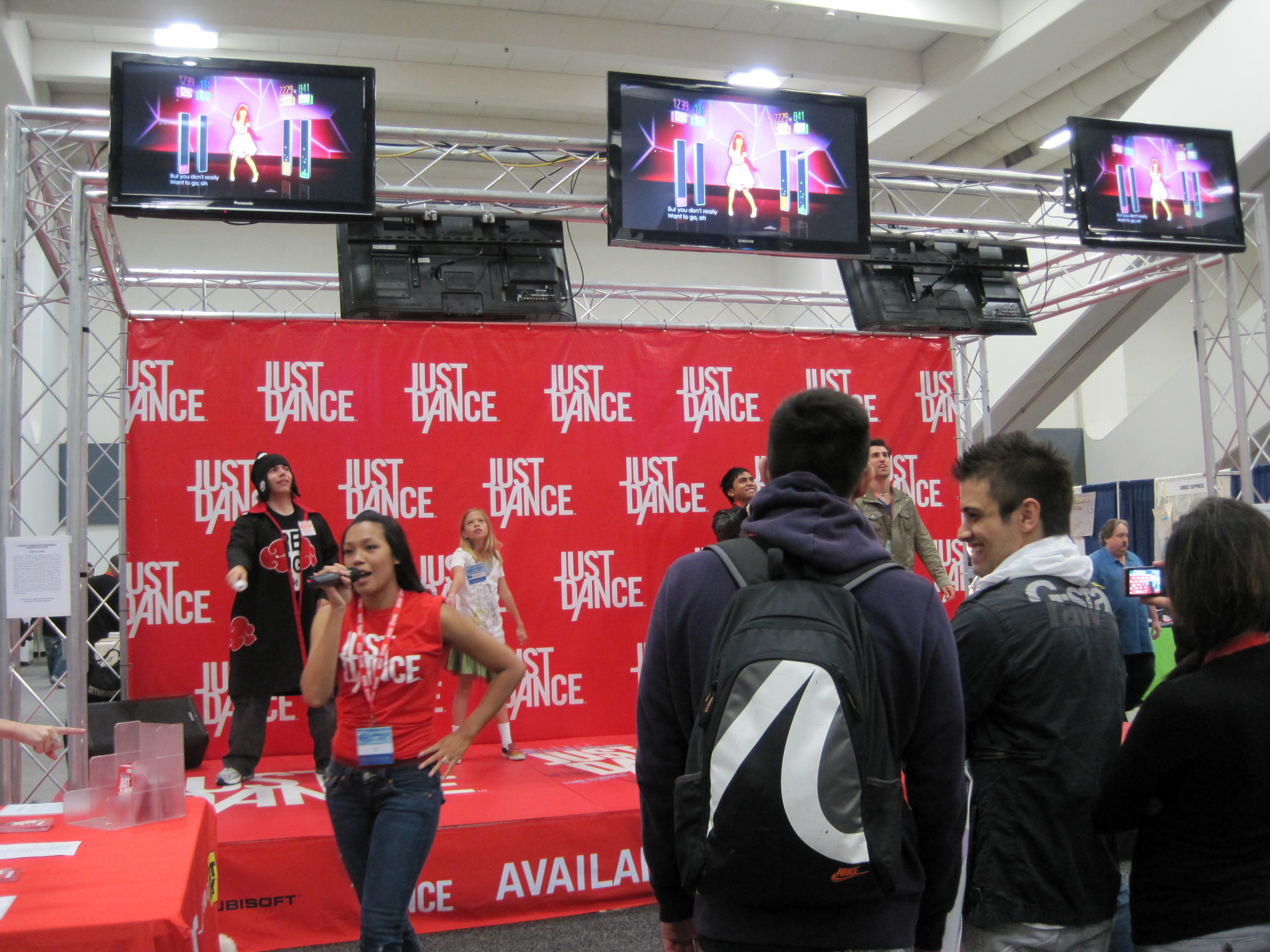
Démonstration du jeu au WonderCon 2010.

Just Dance est un jeu classé dans la catégorie dite de "danse". Il regroupe tous les jeux où le joueur est appelé à suivre une chorégraphie du personnages devant son écran (soit avec un accessoire type caméra pour certaines consoles, soit une manette de jeu normale, soit comme avec une manette sans fil comme la Wiimote, le système de commande de la Wii). Le principe du jeu est de coller au mieux à la chorégraphie en imitant les mouvements du personnage à l'écran tout en tenant compte des contraintes de l'accessoire que la console utilise pour détecter vos mouvements. Selon la chanson, les mouvements sont plus ou moins complexes et demandent plus ou moins d'effort. Des icônes indiquant les suites de pas et de mouvements défilent en bas de l'écran. S'ils sont effectués correctement et en rythme, le joueur obtient des points de score.
Just Dance possède trois gameplay : le mode « Classique », dans lequel les joueurs choisissent une piste et tentent de suivre la danse sur l'écran, un mode « Last One Standing » (il n'en restera qu'un), dans lequel les joueurs sont éliminés s'ils ne marquent pas assez points ou font trop d'erreurs, et un mode « Strike a Pose » (prends la pose), dans lequel les joueurs sont contraints de prendre une pose et de se figer quelques instants. Le jeu possède également un mode entraînement dans lequel les joueurs peuvent danser sans compter les points.

## Liste des titres
Le jeu comprend 32 morceaux de musique.
| Chanson                                      | Artiste                                        | Année | Coach |
| -------------------------------------------- | ---------------------------------------------- | ----- | ----- |
| Acceptable in the 80s                        | Calvin Harris                                  | 2007  | ♀     |
| A Little Less Conversation (Junkie XL remix) | Elvis Presley                                  | 1968  | ♂     |
| Bebe                                         | Divine Brown                                   | 2008  | ♀     |
| Can't Get You Out of My Head                 | Kylie Minogue                                  | 2001  | ♀     |
| Cotton Eye Joe                               | Rednex                                         | 1994  | ♀     |
| DARE                                         | Gorillaz                                       | 2005  | ♂     |
| Eye of the Tiger                             | Survivor                                       | 1982  | ♀     |
| Fame                                         | Irene Cara                                     | 1980  | ♀     |
| Funplex (CSS Remix)                          | The B-52's                                     | 2008  | ♀     |
| Girls & Boys                                 | Blur                                           | 1994  | ♂     |
| Girls Just Want to Have Fun                  | Cyndi Lauper                                   | 1983  | ♀     |
| Groove Is in the Heart                       | Deee-Lite                                      | 1990  | ♀     |
| Heart of Glass                               | Blondie                                        | 1979  | ♀     |
| Hot N Cold                                   | Katy Perry                                     | 2008  | ♀     |
| I Get Around                                 | The Beach Boys                                 | 1966  | ♂     |
| I Like to Move It                            | Reel 2 Real                                    | 1994  | ♀     |
| Jerk It Out                                  | Caesars                                        | 2003  | ♂     |
| Jin Go Lo Ba*                                | Babatunde Olatunji (reprise : Fatboy Slim)     | 2004  | ♀     |
| Kids in America                              | Kim Wilde                                      | 1980  | ♀     |
| Le Freak                                     | Chic                                           | 1978  | ♀     |
| Louie Louie                                  | Iggy Pop                                       | 1993  | ♂     |
| Lump                                         | The Presidents of the United States of America | 1994  | ♀     |
| Mashed Potato Time                           | Dee Dee Sharp                                  | 1962  | ♀     |
| Pump Up the Jam                              | Technotronic                                   | 1989  | ♂     |
| Ring My Bell                                 | Anita Ward                                     | 1979  | ♀     |
| Step by Step                                 | New Kids on the Block                          | 1990  | ♂     |
| Surfin' Bird                                 | The Trashmen                                   | 1963  | ♂     |
| That's the Way (I Like It)                   | KC & The Sunshine Band                         | 1975  | ♂     |
| U Can't Touch This                           | MC Hammer                                      | 1990  | ♂     |
| Wannabe                                      | Spice Girls                                    | 1996  | ♀     |
| Who Let the Dogs Out?                        | Baha Men                                       | 2000  | ♂     |
| Womanizer*                                   | Britney Spears (reprise : The Gym all-Stars)   | 2008  | ♀     |

## Développement
Avec les Lapins crétins et Assassin's Creed, Just Dance est le plus grand succès d'Ubisoft, en partie par sa capacité à s'adresser à la fois aux joueurs habituels, aux jeunes enfants et aux mères de famille[réf. nécessaire]. Une création française (studio d'Ubisoft Paris), avec notamment une capture de mouvement soignée lors du développement des danses, l'ensemble des studios Ubisoft à travers le monde ont eu l'occasion de travailler sur une ou plusieurs suites et déclinaisons.
Dès novembre 2010, le jeu est concurrencé par Dance Central sur Kinect, et quelques mois plus tard, Just Dance est porté en version Kinect, avec notamment la déclinaison Michael Jackson.